# Песня всегда с нами
«Песня всегда с нами» — советский украинский музыкальный фильм 1975 года Виктора Стороженко, в главной роли София Ротару, а также украинский вокально-инструментальный ансамбль «Червона рута». В фильме прозвучали песни на украинском, молдавском и русском языках, присутствуют кадры с первой в СССР современной подтанцовкой.
Снятый на Украинской студии телевизионных фильмов, фильм «Песня всегда с нами» включает шесть песен автора Владимира Ивасюка, написанных специально для Софии Ротару. Съёмки фильма проходили в деревне Плоска на Путильщине. Главной темой фильма стало исследование художественной лаборатории Софии Ротару, которая всегда утверждала что её путь певицы начался со сцены в деревенском клубе.
Премьера фильма состоялась на Украинском телевидении 1 января 1976 года, на Центральном телевидении 10 июля 1976 года.

## Сюжет
Молодая певица начинает концерт в открытом музыкальном клубе горного курорта. Этот автобиографический сценарий описывает настоящие украинские и молдавские корни Софии Ротару в природном пейзаже Буковины и Западной Украины.

## В ролях
- София Ротару — исполнитель
- Игорь Славинский — зритель, следящий за певицей
- Евгений Евтушенко — эпизод

## Съёмочная группа
- Автор сценария — Виктор Стороженко
- Режиссёр-постановщик — Виктор Стороженко
- Оператор-постановщик — Александр Бузелевич

## Музыка
| №  | Песня                                                | В исполнении                      | Авторы                                                     | Комментарии |
| -- | ---------------------------------------------------- | --------------------------------- | ---------------------------------------------------------- | --- |
| 1  | укр. Колиска вітру/Колыбель ветра                    | София Ротару                      | Слова: Богдан Стельмах Музыка: Владимир Ивасюк             | 1975 |
| 2  | рус. Лебединая верность                              | София Ротару                      | Слова: Андрей Дементьев Музыка: Евгений Мартынов           | 1975, 1991, 1996 |
| 3  | рус. Гуси, гуси                                      | София Ротару                      | Слова: Леонид Дербенев, Игорь Шаферан Музыка: Борис Рычков | 1975 |
| 4  | укр. Балада про скрипки/Баллада о скрипках           | София Ротару                      | Слова: Василий Марсюк Музыка: Владимир Ивасюк              | 1974, 1991 |
| 5  | укр. Пісня буде поміж нас/Песня будет между нами     | София Ротару                      | Слова: Владимир Ивасюк Музыка: Владимир Ивасюк             | 1974, 1977, 1997 включая первую современную подтанцовку в СССР |
| 6  | укр. Кленовий вогонь/Кленовый огонь                  | София Ротару                      | Слова: Юрий Рыбчинский Музыка: Владимир Ивасюк             | 1975, 1977, 1991 |
| 7  | укр. Марічка/Маричка                                 | София Ротару и ВИА «Червона рута» | Слова: народные Музыка: народная                           | 1975 |
| 8  | рус. Воспоминание                                    | София Ротару                      | Слова: Игорь Кохановский Музыка: Борис Рычков              | 1974 |
| 9  | рум. Iubirea mea târzie Моя поздняя любовь           | София Ротару                      | Слова: Ион и Петру Теодорович Музыка: Ефим Чунту           | |
| 10 | рус. Твои следы                                      | София Ротару                      | Слова: Евгений Евтушенко Музыка: Арно Бабаджанян           | 1975 |
| 11 | укр. Скажи, що любиш/Скажи, что любишь               | София Ротару                      | Слова: Сергей Кочерга Музыка: Нино Рота                    | 1972, 1975 Софии Ротару было запрещено Госконцертом записать на фирме «Ariola» (сегодня «Sony BMG Music Entertainment») английскую кавер-версию главной песни к «Крёстному отцу» на английском языке — Speak Softly Love в начале 1970-х годов, во время её турне по Германии. |
| 12 | рус. Верни мне музыку                                | София Ротару                      | Слова: Андрей Вознесенский Музыка: Арно Бабаджанян         | 1975 |
| 13 | укр. Балада про мальви/Баллада о мальвах             | София Ротару                      | Слова: Богдан Гура Музыка: Владимир Ивасюк                 | 1975, 1977, 1998 |
| 14 | укр. Тільки раз цвіте любов/Только раз цветёт любовь | София Ротару                      | Слова: Богдан Стельмах Музыка: Владимир Ивасюк             | 1975 |